# Spilus
Spilus là một chi bọ cánh cứng trong họ 
Elateridae.
Chi này được miêu tả khoa học năm 1859 bởi Candèze.

## Các loài
Các loài trong chi này gồm:
- Spilus africanus Schwarz
- Spilus atractomorphus Candèze, 1859
- Spilus brevis Candèze, 1881
- Spilus ciliaticornis Champion, 1894
- Spilus crassus Candèze, 1900
- Spilus laevigatus Candèze, 1859
- Spilus nigricans Candèze, 1897
- Spilus nitidus Candèze, 1859
- Spilus rubidus Candèze, 1859